# Neues vom Wixxer
Neues vom Wixxer ist eine deutsche Filmkomödie aus dem Jahr 2007 und die Fortsetzung des Films Der Wixxer aus dem Jahr 2004. Die Komödie parodiert die Edgar-Wallace-Verfilmungen der 1950er und 1960er. Davon zeugt auch der Untertitel „Nach immer noch keinem Roman von Edgar Wallace“. Am Ende des Filmes wird eine Fortsetzung Triple WixXx angekündigt, die jedoch 2015 abgesagt wurde.

## Handlung
Die Scotland-Yard-Ermittler Inspector Very Long und Chief Inspector Even Longer sind auf der Spur des neuen Wixxers. Eines seiner ersten Opfer wird Rather Short, den die Inspektoren am Ende des ersten Teils als Wixxer enttarnt hatten. Sie finden ihn in einem offenen Grab auf einem Friedhof, durchbohrt von Pfeilen. Rather Short stand, wie u. a. auch Victoria Dickham und Very Long, auf der Todesliste des Wixxers. Der Wixxer droht an, alle Personen auf dieser Liste innerhalb von 24 Stunden umzubringen. Daher müssen Long und Longer nun den Mord an Victoria, der Tochter des ehemaligen Scotland-Yard-Chefs Lord David Dickham, verhindern. Einen ersten Anschlag des Wixxers auf das Büro von Sir John überleben die Polizisten nur mit viel Glück.
Zusätzliche Brisanz schafft die Tatsache, dass Longer heimlich in Victoria Dickham verliebt ist und ihren Vater nicht enttäuschen will, da dieser schon vom ersten Blick an eine Abneigung gegen Longer hegt. Auch Longers Bruder, der unfähige, aber gut aussehende Privatdetektiv und Tanzlehrer Much Longer, mischt sich in die Ermittlungen ein.
Long und Longer verfolgen eine Spur ins Kloster St. Vokuhila und befragen Schwester Lucipha, die mehr zu wissen scheint, als sie den Ermittlern offenbart. Die Spur scheint weiter zu dem verrückten Chucky Norris in die psychiatrische Klinik „Bates Hospital“ zu führen, die vom ehemaligen Butler Alfons Hatler geführt wird.
Beim Versuch, einen weiteren Todeskandidaten zu warnen, begegnet Very Long dem Wixxer. Die beiden liefern sich einen Kampf, bei dem Long seinem Gegner in die linke Schulter schießt. Even Longer kehrt zur Klinik zurück und entdeckt, dass sich Chucky Norris nicht in seiner Zelle befindet, daraufhin wird Longer niedergeschlagen. Er soll in einer Badewanne sterben. Hatler rettet ihn und gibt ihm den Tipp, sich in einem Club umzuschauen.
Long wirft Longer vor, nicht mehr objektiv zu sein, doch sie raufen sich zusammen und betreten den Club. Dort finden sie nach einem Doppelmord die Signatur des Wixxers und kehren erneut in die Klinik zurück. Chucky Norris versucht, Victoria und Longer umzubringen, doch der Anschlag schlägt fehl und er stirbt im Moor. Victoria wird vom Wixxer entführt.
Ins Kloster zurückgekehrt, stellt sich heraus, dass der Wixxer mit einer Bombe die gesamte englische, zu einer Hochzeit versammelte Königsfamilie umbringen will. In letzter Sekunde können Long und Longer die Bombe entschärfen. Sie nehmen dem Wixxer die Maske ab und finden darunter Schwester Lucipha – doch ist sie nur Komplizin (und Mutter) des echten Wixxers. In Wahrheit verbirgt sich Victoria hinter dem Wixxer. Victoria erschießt ihren Vater, als dieser versucht, Long und Longer dies mitzuteilen. Es stellt sich heraus, dass Victoria die Königsfamilie töten will, um selbst Königin zu werden, mit Longer als ihrem Prinzgemahl. Da dieser sie nicht bei ihren Plänen unterstützen will, schießt sie auf Longer, doch Long wirft sich dazwischen und wird getroffen.
Eine andere Nonne des Klosters entpuppt sich als BND-Spezialagentin Inge Lenßen, beauftragt mit dem Schutz des Bräutigams, eines deutschen Prinzen, und schießt auf Victoria. Lord Dickham und Long überleben durch einen alten Yard-Trick. Victoria wird in Hatlers Klinik eingeliefert und Long und Longer versöhnen sich.

## Produktion
Der Film wurde vom 26. April bis 22. Juni 2006 in Prag und Umgebung gedreht. Mit Ingrid van Bergen, Chris Howland, Wolfgang Völz und Joachim Fuchsberger wirken vier Schauspieler mit, die bereits in den Edgar-Wallace-Filmen mitgespielt haben.
Die Macher hatten Joachim Fuchsberger bereits für Der Wixxer engagieren wollen, doch er hatte empört abgelehnt, als er den Filmtitel hörte. Nachdem Kalkofe und Pastewka ihm jedoch eine DVD des Films geschickt hatten, sah er sich den Film an, war davon begeistert und sagte für eine Rolle in der Fortsetzung zu. Für Fuchsberger war der Film die erste Kinorolle nach 33 Jahren Abstinenz von der Leinwand. 
Das Budget des Films betrug 5,5 Millionen Euro.

## Musik
Der Titelsong des Films ist Ghostfaced Killer (Neues vom Wixxer-Remixx) von The Dead 60s. Im Film findet sich mit dem Titel NW5 ein neues Stück der Band Madness. Im Abspann des Films läuft ein neues Video zu It must be love, in dem neben Darstellern des Films auch einige Madness-Mitglieder zu sehen sind. Bereits im Vorgängerfilm Der Wixxer fand ein Madness-Stück Verwendung – The Wizard vom 1999 erschienenen Madness-Album Wonderful. Aus rechtlichen Gründen musste man jedoch auf eine von Right Said Fred eingespielte Coverversion des Titels zurückgreifen. Das Madness-Original von The Wizard findet sich nun nachträglich als Bonus auf dem Soundtrack-Album zu Neues vom Wixxer.

## Trivia
- Der Name Chucky Norris ist eine Anspielung auf Chuck Norris, Chucky – Die Mörderpuppe und Skinny Norris, den Erzfeind der drei ???.
- Eine weitere Verbindung zu den drei ??? ist die Visitenkarte von Much Longer, die wie folgt vorgelesen wird: „Erster Detektiv: Much Longer; Zweiter Detektiv: Much Longer; Recherchen und Archiv: Much Longer“
- Beim ersten Aufeinandertreffen von Even Longer und Lord Dickham (gespielt von Joachim Fuchsberger) äußert ersterer seine Bewunderung, den Mann kennenzulernen, der „den Zinker zur Strecke gebracht hat“, woraufhin ihn Very Long mit „Das war Heinz Drache“ korrigiert. Tatsächlich zählt der gleichnamige Film Der Zinker zu jenen Edgar-Wallace-Verfilmungen, in denen nicht Fuchsberger, sondern eben Drache als Hauptermittler auftrat.
- Der Sohn von Dr. Brinkman heißt Blacky. Dies ist ebenfalls der Spitzname von Joachim Fuchsberger.
- Inge Lenßen, die Agentin, spielt auf den Anwalt Ingo Lenßen an.
- Der an das Portal der Kirche pinkelnde und anschließend einen Reporter verprügelnde deutsche Prinz Verfried von Hohenprollern ist eine Anspielung auf  Ernst August von Hannover und seine Eskapaden, der Name auf Ferfried Prinz von Hohenzollern.
- Vader Abraham hatte ursprünglich für die Rolle eines Türstehers zugesagt, ist aus terminlichen Gründen aber letztendlich doch nicht aufgetreten. Diese Rolle übernahm daher ein Double.[4]
- Als Much Longer ein paar der Spitznamen seines Bruders aufzählt, erwähnt er auch den Namen Speckbulette. Dies ist eine Anspielung auf Kalkofes Mattscheibe, wo Kalkofe Klaus Baumgart, Gründer des Schlager-Duos Klaus und Klaus, diesen als Freund Speckbulette bezeichnete.

## Veröffentlichung
Der Film kam am 11. März 2007 in die deutschsprachigen Kinos. Zwischen dem 15. und dem 25. März waren die Hauptdarsteller Bastian Pastewka und Oliver Kalkofe sowie teilweise auch Christiane Paul und Oliver Welke bundesweit auf einer „Kinotour“ in einigen deutschen Kinos. Dort beantworteten sie nach dem Film Fragen der Zuschauer mit ein paar Comedy-Einlagen, gefolgt von Autogrammstunden.
Am 23. März 2007 hatte der Film Premiere in Österreich.
In Deutschland wurden 2007 rund 880.000 Zuschauer gezählt, in Österreich konnten rund 40.000 Besucher erzielt werden.
Im Mai 2021 wurde der Film erstmals auf Blu-ray im Mediabook veröffentlicht einschließlich einer Bonus-Blu-ray mit über zwei Stunden Extras, der englischen Synchronisation und einem 36-seitigen Booklet von Michael Scholten.

## Kritiken
Josef Engels zeigt sich in der Zeitung Die Welt vom 14. März 2007 positiv überrascht. Er lobt den Film als seriöses Unternehmen und die Scherze als peinlich genau überdacht und gut inszeniert. Er zieht das Fazit: „Neues vom Wixxer ist trotz einiger Anlaufschwierigkeiten ein saukomischer Film, der sich hinter internationalen Erzeugnissen – wie etwa der Gebrüder Zucker – nicht zu verstecken braucht.“ Die Komödie widmet sich seiner Meinung nach „der Bewältigung der Vergangenheit“.
Für den Filmdienst ist Neues vom Wixxer „Ein erfrischender Kinospaß, mit Liebe zur Hommage und großem Hang zur Selbstironie inszeniert und gespielt.“ Auch wenn der Film nicht ganz die Qualität des ersten Teils erreiche, „unterhält [er] aber immer noch dank einiger absurder Übersteigerungen.“ Und weiter: „Im Idealfall geht es dem zweiten Teil der wohl immer noch nicht ausgeschöpften Wixxer-Reihe wie seinem Vorgänger: Er reift mit der Zeit wie ein guter Wein. Ein Umstand, der diesen Kinoreigen deutscher Fernsehprominenz wohltuend von Vorgängern wie den Supernasen unterscheidet, denen auch die Jahre nichts von ihrer Geschmacklosigkeit genommen haben.“

## Auszeichnungen
- 2007: DVD Champion für den Besten deutschen Film